# 青SHUN学園
青SHUN学園（せいしゅんがくえん）は、福岡発のロック系アイドルユニット。2015年9月1日より、コンセプトを改め、福岡県福岡市を本拠地とする青SHUN学園”を箱舟とするグループの総称となる。モデル・女優・MC・レポーター・アイドルといった様々な分野で活躍している、男女。「ご当地アイドル殿堂入り」。本項では、主にアイドルユニットとしての活動について記する。

## 概要
結成は、2010年11月。それまで、別のグループとして、合同でライブをすることが多かった、女性アイドルグループの「青春女子学園」（せいしゅんじょしがくえん）と、男性ロックボーカル＆ダンスユニット「SHUN & Fun'sd」（しゅんあんどふぁんず）が合体する形で「青SHUN学園」として活動を始める。
キャッチフレーズは、「福岡発ロック系アイドルユニット」。5歳から20歳までの「女子部」、女装男子2人の「オカマ部」と、学園長でプロデューサーの「SHUN」で構成されている。所属はモデル・タレントプロダクションの株式会社ノーメイク。
2014年4月6日、Stand-Up! Recordsからのメジャーデビューを発表。
2020年11月27日、結成10年を迎えて日本ご当地アイドル活性協会より『ご当地アイドル殿堂入り』に認定された。

## 活動
「イジメ撲滅」や「飲酒運転撲滅」をテーマとした、メッセージ性の強い楽曲が特徴で、特に「飲酒運転撲滅運動」では、社会貢献活動の一環として小山薫堂が発起人の一人をつとめる「東京スマートドライバー」に連帯して生まれた「福岡スマートドライバー」の公式サポートユニットとなっている
インディーズアイドルユニットとして、主に、福岡、東京、名古屋等でライブを中心に活動。ジャンルとしてはライブアイドルだが、2013年4月に全国発売のマルチシングルCD「今、ここに立って!!」をリリース。オリコンによるランキングは、インディーズ・ウイークリーチャート1位、総合デイリーチャート2位、総合ウイークリー15位。
2013年5月、Zepp DiverCityにてワンマンライブ開催　891人動員
2013年12月31日に、2枚組ベストアルバム「力の限り!!!!!」を全国発売。収録曲32曲。オリコンによるランキングは、インディーズ・ウイークリーチャート2位、総合デイリーチャート2位、総合ウイークリー17位。
2013年12月29日から2014年1月5日にかけて、単独全国ツアー。12月29日広島クラブクアトロ、1月3日名古屋クラブクアトロ、1月4日梅田クラブクアトロ、1月5日渋谷クラブクアトロ。
2014年1月25日に、ローカルアイドル初となる「日本青年館ワンマンライブ」で1,000人動員。
2014年4月1日から放送開始された、お昼の情報バラエティ番組「バイキング」（フジテレビ系 毎週月～金曜 昼11:55～）のテーマソングを青SHUN学園「バイキング・フェリー（作詞曲・SHUN）」が担当。
2014年8月、オーディションにより、新メンバー5名が加入。9月1日より新体制をスタート。
2017年4月11日、青SHUN学園 学園長&プロデューサー SHUN 『バイキング・フェリー』リリース。
2017年8月、結成8年目にして初めてTOKYO IDOL FESTIVALに出演。
2018年3月31日、オールナイトイベント&単独ワンマンLive「青春☆ワンダーランド　誇る桜と散る桜～真春の夜の夢～」を渋谷Duoで開催。

## メンバー

### 現メンバー
| 名前       | 読み            | 生年月日      | ニックネーム | 備考 （出身地など）   |
| SHUN       | しゅん          | 1982年8月15日 | SHUNさん     | 学園長/プロデューサー |
| 西原束美   | にしはら つぐみ | 2000年2月1日  | つぐ         | 福岡                  |
| 羽鳥紗矢   | はとり さや     | 8月31日       | 羽鳥         | 福岡                  |
| 恒松りゆ   | つねまつ りゆ   | 2008年9月17日 | りゆたん     | 福岡                  |
| くゆみ     | くゆみ          | 8月15日       | くゆ         | 準正規メンバー 香港   |
| 夢乃穏     | ゆめの ほのか   | 1999年9月5日  |              | 研修生 神奈川         |
| 中村美貴   | なかむら みき   | 1993年11月4日 | みきてぃー   | 研修生候補生 香川     |
| 桜木彩羽   | さくらぎ いろは | 9月29日       |              | 研修生候補生 山形     |
| Ally       | アリー          | 2月22日       | アリサリ     | 研修生候補生 カナダ   |
| Sally      | サリー          | 2月22日       | アリサリ     | 研修生候補生 カナダ   |
| 瀬乃悠月   | せの ゆづき     | 1994年3月10日 | ゆづ         | 研修生候補生 神奈川   |
| 伊達アキコ | だて あきこ     | 1993年8月4日  |              | 福岡                  |

## 元メンバー

### 卒業・休学（活動不明のメンバー含む）
- 麻生梨里子（あそうりりこ） - 乃木坂46に移籍（現・能條愛未、2018年卒業）
- 川相陽菜（かわいひな） - 乃木坂46に移籍（現・川後陽菜、2018年卒業）
- 金光みり愛（かねみつみりあ）
- 美浦咲良（みうらさくら） - （元・アイドルカレッジ　稲葉美咲）
- 陽向あかね（ひなたあかね）
- 陽向菜奈（ひなたなな）
- 藤本花那（ふじもとかな）
- 青崎みろく（あおさきみろく）
- 園田花鈴（そのだかりん） - （その後ヒペリカム）
- 春乃美月（はるのみづき）現･ベリーベリープロダクション(東京都)所属
- 林田桃子（はやしだももこ）
- 森川愛里（もりかわあいり）
- 石井晶子（いしいあきこ）
- 松本あおい（まつもとあおい）
- 大塚暁子（おおつかあかね）-（現・I,S0）
- 山川りな（やまかわりな）
- 桜衣かれん（その後・Perfo★ism、REBIRTH↗ 西島かれん、現・UMATENA）
- 太田楓乃（その後・Perfo★ism）
- 蒼井怜奈
- 佐々木もか（その後・Perfo★ism）
- 越智心愛
- 末永あゆ
- 間渕莉緒
- 石田彩（その後・Perfo★ism）
- 田島玖礼安（その後・Perfo★ism）
- 福永莉奈
- 風野りか（その後・Perfo★ism）
- 弥生
- 田村伊万里
- 濱崎愛華
- ひなた歩夢
- 佐藤彩
- 山本にこ
- 山咲ゆめ
- 田村かすみ
- 柴田いちご
- 平野あいな
- 早希ほのか（現・アップアップガールズ（2）佐々木ほのか）
- 見増さやこ
- 見増かのこ
- 中井みこ
- 小桜あい菜（その後・くるーず、AQUAPLANET の 塩崎あいな）
- 大空みう
- 見増さやこ
- 見増かのこ
- 葵愛なぎさ (元・Nゼロ 佐野ラブリーなぎさ)
- 雛吉桃世→シンガーソングライター
- 夕島めぐみ
- 渡辺菜友（現・Re:verie 陽向菜友）
- 佐藤玲奏
- 瓦川真優
- 松本ゆうな
- 原田真帆（はらだまほ）
- 橘優（たちばなゆう）
- 橘蓮
- 椎菜葉月（しいなはづき）
- 喜瀬夏那（きせなつな）
- 帆高かほ（ほだかかほ）

## ディスコグラフィ

### シングル

#### 限定発売
- 青春女子学園（2011年4月29日）
- PINKのハートでプレゼント（2012年2月）
- 明日が今日より輝くように（2012年3月）
- 妄想したら･･･鼻血ー!!!（2012年4月）
- 一番そばで見てるから（2012年6月）
- スマドラReady Go！（2012年7月）
- 推して参り増して候☆（2012年8月25日）
- 生まれてくれてありがとう（2012年12月9日） ※青SHUN学園名義１stシングル
- 開放〜オーエーオー〜（2013年2月11日）

#### 全国発売
- 今、ここに立って!!（2013年4月30日）　※オリコン総合15位[4]
- ツインテール～I LOVE YOUをありがとう～(2014年8月19日) ※オリコン総合21位
- 『バイキング・フェリー』SHUN ソロ（2017年4月11日）

#### その他
- バイキング・フェリー（2014年） - フジテレビ「バイキング」メインテーマ曲、作詞・作曲・歌：SHUN

### アルバム

#### 全国発売
- 力の限り!!!!!（2013年12月31日）※オリコン総合デイリー2位/ウイークリー17位[4]
- 青春☆わっしょい！（2017年8月1日）※オリコン総合デイリー3位/ウイークリー30位[4]

### DVD
- 青春学園　春の学園祭 2011 in Zepp Fukuoka　※青春女子学園名義
- Zepp D.C.T 青SHUN学園1,000人で織り成すオーエーオー!! ワンマンライブ 2013/05/05

## 主なユニット
- 「SHUN」＝SHUN
- 「青春女子学園」＝（西原束美、中村美貴、夢乃 穏、喜瀬夏那）
- 「えんじぇる☆ぷっち」＝えん☆ぷち（穂高かほ、椎菜葉月、くゆみ、市川もなか）※随時メンバーを更新
- 「チームカシス」＝（原田真帆、橘 優、鳥羽紗矢、桜木彩羽）
- 「アリー＆サリー」※カナダ留学生
- 「美BIT★ウイング」＝びびっとういんぐ（桜衣かれん、原田真帆、春乃美月、福永莉奈、濱崎愛華、佐藤　彩、太田楓乃、佐々木もか、伊達アキコ）
- 「青女神楽姫」＝せいじょかぐらひめ（Vo.山川りな、桜衣かれん　G.春乃美月、濱崎愛華　B.佐藤　彩　Key.石田　彩　D.原田真帆）
- 「青SHUN KIDS」＝せいしゅんきっず（山咲ゆめ、柴田いちご、平野あいな、松本あおい、早希ほのか、見増さやこ、見増かのこ、中井みこ、恒松りゆ）

## 出演

### ラジオ
- SHUNの音楽はただ言葉を伝う為に!（FM FUKUOKA 毎週火曜 20:25 - 20:55）※SHUNのみ